# Pelo libero

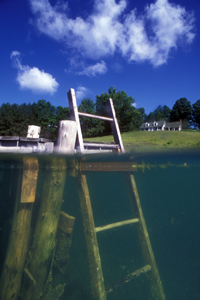
Il pelo libero di un lago è la superficie di separazione tra la fase liquida (acqua) e quella gassosa (aria).

Il pelo libero di un lago, di un corso d'acqua, di una falda acquifera o di un serbatoio è la superficie dello stesso, per una data condizione di pressione atmosferica. 

## Descrizione
Essendo la superficie di contatto con l'atmosfera, infatti, ne presenta lo stesso valore della pressione. Per questo motivo la superficie del pelo libero presenta anche una tensione superficiale caratteristica del fluido stesso e della sua interazione con l'atmosfera. Nel caso in cui il fluido in questione sia l'acqua, in condizioni di temperatura di 20 °C la tensione superficiale assume un valore di circa 7,3×10−2 N·m−1.
Generalmente si distingue tra "pelo alto" e "pelo basso" per fare riferimento ai livelli raggiunti dalle acque in tempo di piena e rispettivamente di magra. Si distingue, invece, tra "pelo vivo" e "pelo morto" con riferimento alla superficie dell'acqua in movimento e rispettivamente in quiete.
Il pelo dell'acqua è un'espressione molto diffusa nel linguaggio della scienza idraulica ed è entrata anche nella lingua comune. Per indicare la superficie delle acque si usava inizialmente la metafora della pelle, che viene ritrovata già nel trattato d'architettura di Filarete. La stessa metafora si ritrova in Leonardo da Vinci, quando parla del rimbalzo delle gocce d'acqua che cadono da diverse altezze. Nel Cinquecento, il termine "pelle" è sostituito da "pelo" e sarà da qui usato sistematicamente negli scritti d'idraulica del Seicento.

## Forma del pelo libero

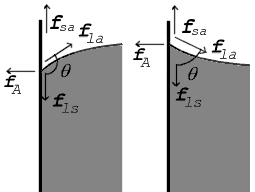
Effetto della capillarità sulla forma del pelo libero: a sinistra il comportamento del mercurio, a destra quello dell'acqua.

In condizione di quiete il pelo libero di una massa di liquido si dispone secondo un piano orizzontale (quindi perpendicolarmente alle linee di gravità di quel luogo). Tuttavia, per il fenomeno della capillarità, a contatto con una superficie solida il pelo libero del fluido può presentarsi leggermente rialzato (nel caso dell'acqua) o ribassato (nel caso del mercurio) per effetto delle forze di attrazione tra le molecole di liquido e la superficie solida del recipiente. Il fenomeno della capillarità è tanto più evidente quanto meno estesa è la superficie del pelo libero (che poi corrisponde alla superficie trasversale del contenitore in corrispondenza del pelo libero).

## Determinazione della quota del pelo libero
È possibile ricavare la quota di pelo libero anche per una tubazione che non sia in quiete (ad esempio una condotta in pressione), adoperando idonei strumenti di misura, come il piezometro. In questi casi si parla di linea piezometrica o di piano dei carichi idrostatici.
Nel caso di una falda acquifera, nello studio dei moti di filtrazione è fondamentale conoscere la differenza di quota fra pelo libero della falda e le quote del piano campagna. I campi di applicazione sono molteplici e riguardano sia la geotecnica, sia l'idraulica.